# Động mạch tuyến yên trên
Động mạch tuyến yên trên (tiếng Anh: superior hypophysial artery) là động mạch cung máu phần củ, phễu tuyến yên, và ụ giữa của củ xám. Đây là một nhánh của động mạch cảnh trong (thuộc phần não).